# Diphyllobothrium latum
Diphyllobothrium latum és un platihelmint paràsit de la classe dels cestodes que parasita l'intestí humà. És el platihelmint més llarg capaç d'infestar humans (pot arribar a fer fins a 9 metres de llarg) i normalment genera infeccions asimptomàtiques, però amb possibles complicacions com obstruccions intestinals o afeccions a la vesícula biliar.El diagnòstic es realitza mitjançant la identificació al microscopi d'ous o segments del cuc en la femta del pacient. Les infeccions per aquest cuc es produeixen al menjar peix cru o poc cuinat normalment procedent de l'hemisferi nord (Europa, Àsia o Amèrica del Nord) encara que també s'han donat casos a Uganda i Xile. Normalment el peix infectat per la larva de Diphyllobothrium latum és transportat i consumit arreu del món de manera que la millor manera d'evitar una infecció és congelar el peix prèviament o cuinar-lo adequadament.

## Agent infecciós i morfologia

### Morfologia
El cuc és de color d'ivori. Diphyllobothrium latum té un cap denominat escòlex, el qual és més allargat si el comparem amb altres espècies de la mateixa classe. L'escòlex té forma d'ametlla, amb dos solcs allargats i profunds que són òrgans de fixació anomenats botridis. A més té discs succionadors en compte de ventoses (que és el que solen tenir els cestodes). El cos està organitzat en nombrosos segments o proglotis. El conjunt de totes les proglotis s'anomena estròbil. Entre l'escòlex i l'estròbil tenen un coll (també denominat zona de proliferació). Cada segment té òrgans genitals d'ambdós sexes, són hermafrodites. La mida varia segons l'estat fisiològic i l'hoste. Pot tenir fins a 4000 segments i fer de 2 fins a 9 metres de llarg.
El segments (proglotis) son més amples que llargs, cadascun d'ells disposa d'un porus uterí i un genital en la superfície medioventral. Les nanses de l'úter formen una roseta al centre del segment. Els ous són amples, ovalats i mesuren micres.
Disposen d'un opercle en un costat i d'una petita estructura que sobresurt en el pol oposat. Quan s'expulsen els ous pel porus uterí estan poc desenvolupats i continuaran el seu desenvolupament en arribar a l'aigua.

### Agent infecciós
Està en ecosistemes d'aigua dolça contaminada amb excrements fecals. La seva adquisició també pot estar associada a la ingesta de peix cru o que s'ha cuinat malament com el salmó, la truita o la perca, però per adquirir-ho necessitem dos hostes intermedis. Els peixos que poden viure en aigua salada i dolça són els més propensos a tenir larves, juntament amb els que s'ingereixen salats, fumats o en escabetx.
Normalment passa a l'hemisferi nord però pot ocórrer també a l'hemisferi sud perquè els peixos infectats poden ser transportats i consumits arreu del món.

## Cicle biològic
Diphyllobothrium latum es caracteritza per un cicle de vida amb tres hostes, dels quals tant l'humà com molts altres mamífers i algunes aus són els hostes definitius, en els quals causen la malaltia. Aquests paràsits no són específics de l'hoste, així, les diferents espècies del gènere Diphyllobothrium poden afectar diferents animals com ara mamífers o aus ictiòfagues.
Els ous immadurs passen a través de les femtes, i en contacte amb l'aigua i sota les condicions adequades podran madurar i donar lloc a oncosferes que es convertiran posteriorment en coracidis, que són mòbils. Aquests, quan són ingerits per un crustaci copèpode (primer hoste intermediari) es converteixen en larves procercoides. Després, aquests poden passar a un segon hoste intermediari quan són ingerits per peixos petits o peixos més grans com ara els salmons. D'aquesta manera poden alliberar-se del crustaci i migrar a la carn dels peixos, on es convertiran en larves plerocercocides. Aquestes larves constitueixen la fase infecciosa per als humans. Els peixos petits en els quals es troben poden ser consumits per espècies de peixos depredadors més grans com ara la truita, la perca o el lluç d'entre altres. Així, les larves plerocercoides poden migrar a la musculatura d'aquests depredadors més grans, els quals poden ser consumits pels humans. Aleshores, després de la ingestió dels peixos infectats per part dels humans, si no s'han tractat adequadament, les larves plerocercoides podran seguir el seu desenvolupament, convertint-se primerament en adults immadurs i posteriorment en tènies adultes madures, les quals residiran a l'intestí prim. Aquests individus adults s'adhereixen a la mucosa intestinal per mitjà de les dues botridis característiques que presenten a l'escòlex. En la fase adulta, Diphyllobothrium latum pot arribar a fer uns 9 m, i estar compost per més de 3.000 proglotis. D'aquestes proglòtides es poden arribar a desprendre més d'1.000.000 d'ous al dia, els quals passaran a la femta, tornant a començar així el cicle. Els ous comencen a aparèixer en la femta a partir de les 5-6 setmanes posteriors a la infecció.

## Simptomatologia
La majoria de les infeccions per Diphyllobothrium latum solen ser asimptomàtiques. No obstant, poden aparèixer símptomes gastrointestinals com dolor abdominal, diarrea, vòmits o pèrdua de pes. A vegades les infeccions produeixen deficiència en la vitamina B₁₂, ja que Dyphyllobothrium latum la utilitza en la seva dieta.
Sense tractament, la infecció pot complicar-se donant lloc a una obstrucció intestinal, a un funcionament deficient de la vesícula biliar causada per la migració de les proglotis o a una anèmia megaloblàstica a causa de la deficiència en la vitamina B₁₂.

## Diagnòstic
El diagnòstic de la malaltia es fa mitjançant la identificació d'ous operculats característics de Diphyllobotrium o segments de la tènia (proglotis) en una mostra de femta amb un microscopi. Els ous solen ser nombrosos, però és probable que es necessiti més d'una mostra de femta per trobar-los. Quant a les proglotis, per poder identificar-les calen mètodes de tinció que les faci translúcides (carmí lacto-acètic) per poder observar les estructures internes com el seu úter central en roseta.
Els exàmens inclouen:
- Examen sanguini complet, que inclogui la fórmula leucocitària.
- Exàmens de sang per determinar la causa de l'anèmia.
- Nivell de vitamina B₁₂.
- Examen coprològic per a cercar ous i paràsits.

Les espècies de Diphyllobothrium es distingeixen per la forma i la mida de l'escòlex, el coll i els òrgans genitals masculins (visibles en les seccions genitals), és a dir, es distingeixen gràcies a les seves característiques morfològiques. No obstant, aquestes característiques no es poden avaluar en la majoria dels casos clínics, ja que l'escòlex i el coll rara vegada es troben i les proglotis es deformen o es descomponen com a resultat del tractament amb antihelmíntics o el processament inadequat de la mostra. És per això que per identificar l'espècie responsable d'un cas de difil·lobotriosis es realitzen mètodes moleculars basats en les diferències en el seu ADN. La més utilitzada actualment és la prova PCR.

## Tractament
Existeixen tractaments per Diphyllobothrium latum que són totalment segurs i efectius. El tractament més comú és una amb prazinquantel que consta d'una única dosi oral de 5-10 mg/kg. S'administra la mateixa dosi tant per adults com per a nens. Un tractament alternatiu seria també una única dosi de 2 mg de niclosamida per adults o de 50 mg/kg per a nens.

## Prevenció
La FDA recomana no menjar peix cru o poc cuit i, per tant, cuinar adequadament el peix abans del seu consum, fent que arribi a una temperatura d'almenys 63 °C. També suggereix que el peix passi per un procés de congelació. Aquest ha de complir les següents condicions:
- Congelació i emmagatzematge a -20 °C o menys durant un total de 7 dies.
- Congelació a -35 °C fins a assolir l'estat sòlid i emmagatzematge a aquesta mateixa temperatura o inferior durant 15 h.
- Congelació a -35 °C fins a assolir l'estat sòlid i emmagatzematge a -20 °C o menys durant 20 h.[1][8]

## Casos clínics
És un paràsit freqüent en persones que viuen en els països bàltics, en àrees d'Escandinàvia, Rússia i Finlàndia i també a les zones d'Alaska i el Canadà; en regions amb llacs en zones de clima temperat o fred. També es coneixen casos que s'han donat en països càlids, a Sud-amèrica, Àfrica i Austràlia; encara que les infeccions a Amèrica es creu que són causades per altres espècies del gènere.
La reemergència de difil·lobotriosi en humans en països no endèmics és principalment per menjar peix cru d'arees endèmiques. S'han reportat casos rars especialment en nens. El primer cas documentat va ser el d'una nena de 8 anys a Taiwan en 2006
A la República de Corea es va descriure el cas d'un home de 49 anys també infectat per menjar peix cru o poc cuinat (salmó, truita, perca i moll). Un altre cas a Corea va ser el de la infecció de 4 joves entre 2008 i 2012. Encara que no ho sembli, les infeccions per Diphillobothrium a Corea no són comunes donat que només s'han detectat 37 casos d'infecció des de 1921.